# Alfred Ernst
 (décembre 2014).
Pour l’article homonyme, voir Alfred Ernst (botaniste).
Alfred Ernst, né le 9 avril 1860 à Périgueux et mort le 15 mai 1898 à Paris, est un critique musical français.

## Biographie
Alfred Ernst est le fils de François Ernst et Caroline Schattner. Polytechnicien, il devient vite critique musical et auteur de différents ouvrages, principalement au sujet de l'art lyrique. Germanophile éclairé, il tente de promouvoir et de divulguer l’œuvre de Richard Wagner en France.
Alfred Sisley lui offrit au moins une toile et le remercia pour une critique publiée dans la Revue blanche. 

### Traductions
L'un des grands mérites d’Ernst est d’avoir traduit les livrets des drames musicaux de Wagner et d’en avoir réalisé des versions parfaitement conformes à la prosodie française et bien adaptées aux parties vocales des œuvres. Notons par exemple les adieux de Wotan et le chant du printemps de Siegmund (La Walkyrie), le récit du Graal (Lohengrin) ou le discours de Parsifal « Le chaste Fol » (traduction de l'expression der reine Tor dans Parsifal). La ligne mélodique reste complète, avec la correspondance des voyelles ouvertes accentuées (aï en allemand par opposition à a en français), permettant d’atténuer la différence d’ouverture des o d’une langue l’autre.
Un article de lui, paru en novembre 1891 dans La Nouvelle Revue, lui permet d’entrer en relation et d’engager une correspondance avec Paul Verlaine.
Il écrivit aussi dans le Journal des artistes.

## Publications

### Essais
- L’Œuvre dramatique de Berlioz, 1884
- Richard Wagner et le drame contemporain, 1887
- L’Art de Richard Wagner, 1893

### Traductions
Poèmes d’opéras de Wagner.

### Articles
Ernst écrit pour différentes revues, notamment : Revue de Paris, la Revue encyclopédique, La Paix, La Nouvelle Revue, Revue wagnérienne.